# Septomyxa tulasnei
Septomyxa tulasnei är en svampart som först beskrevs av Pier Andrea Saccardo, och fick sitt nu gällande namn av Franz Xaver von Höhnel 1903. Septomyxa tulasnei ingår i släktet Septomyxa och familjen Gnomoniaceae.   Inga underarter finns listade i Catalogue of Life.